# 덴오
덴오(일본어: 天応)는 일본의 연호 중 하나이다.
- 전후 : 호키(宝亀) 이후 - 엔랴쿠(延暦) 이전.
- 시기 : 781년 ~ 782년
- 천황 : 고닌 천황, 간무 천황

## 개원
- 호키 12년 1월 1일(율리우스력 781년 1월 30일) 아름다운 구름(美雲)의 출현을 상서롭게 여겨 개원하여
- 덴오 2년 8월 19일(율리우스력 782년 9월 30일) 엔랴쿠로 개원되었다.

## 서력과의 대조표
| 덴오        | 원년       | 2년        |
| ----------- | ---------- | ---------- |
| 서기 (西紀) | 781년      | 782년      |
| 간지 (干支) | 신유(辛酉) | 임술(壬戌) |

## 같이 보기
- 일본의 연호 일람

| 이전 호키 | 일본의 연호 781년 ~ 782년 | 다음 엔랴쿠 |